# Научно-просветительная библиотека (Сельхозгиз)
«Научно-просветительная библиотека» — небольшая серия научно-популярных книг и брошюр, предназначенная для школ рабочей и сельской молодёжи и других подобных заведений. Выпуск начат Государственным издательством сельскохозяйственной литературы (Сельхозгиз, Москва) в 1945 году.
В следующем, 1946 году, выпуск научно-популярной серии широкой тематики под названием «Научно-популярная библиотека» перешёл к Государственному издательству технико-теоретической литературы (Гостехиздат).
В 1947 году в Воениздате также стала выходить аналогичная «Научно-популярная библиотека солдата и матроса».

## Книги серии
- Келлер Б. А. Как произошла жизнь на Земле. — М.: Сельхозгиз, 1945. — 40 с. — (Научно-просветительная библиотека). — 200 000 экз.

- Столетов Вс. Почему растение имеет зелёную окраску. — М.: Сельхозгиз, 1945. — 36 с. — (Научно-просветительная библиотека). — 200 000 экз.

- Вышелесский С. Н. Причины появления заразных болезней животных. — М.: Сельхозгиз, 1945. — 32 с. — (Научно-просветительная библиотека). — 200 000 экз.

- Завадовский Б. М. Происхождение домашних животных. — М.: Сельхозгиз, 1945. — 56 с. — (Научно-просветительная библиотека). — 200 000 экз.

- Качинский Н. А. Происхождение и жизнь почвы. — М.: Сельхозгиз, 1945. — 80 с. — (Научно-просветительная библиотека). — 200 000 экз.